# Faaborgkredsen
Faaborgkredsen er fra 2007 en opstillingskreds i Fyns Storkreds. I 1971-2006 var kredsen en opstillingskreds i Fyns Amtskreds. I 1920-1970 var kredsen en opstillingskreds i Svendborg Amtskreds. I 1849-1918 var kredsen en valgkreds.
I 1918 blev kredsen lagt sammen med Ærø (den tidligere Ærøskøbingkredsen). Uofficielt er kredsen siden blevet kaldt Faaborg-Ærø Kredsen.
ved folketingsvalget den 13. november 2007 var der 44.375 stemmeberettigede vælgere i kredsen.
Kredsen rummede i 2015 flg. kommuner og valgsteder::
1. Faaborg-Midtfyn Kommune
  1. Allested-Vejle
  2. Brobyværk
  3. Nørre Broby
  4. Vester Hæsinge
  5. Avernakø
  6. Faaborg
  7. Horne
  8. Korinth
  9. Lyø
  10. Svanninge
  11. Vester Aaby
  12. Espe
  13. Hillerslev
  14. Ringe
  15. Søllinge
  16. Gislev
  17. Kværndrup
  18. Ryslinge
  19. Nørre Lyndelse
  20. Ferritslev
  21. Årslev
2. Ærø Kommune
  1. Marstal
  2. Ærøskøbing
  3. Søby

## Faaborgkredsens folketingsmænd 1849-1918
- 1849-1852: C.C.G. Andræ, officer (nationalliberal)
- 1852-1853: Rasmus Pedersen Milling, gårdfæster (bondeven)
- 1853-1854: Ivar Nielsen Meier, seminarielærer
- 1854-1855: A.F.H. Fleischer, proprietær
- 1855-1861: Frederik Schiern, historiker (primært nationalliberal, men svingende)
- 1861-1864: J.F. Lorentzen, urmager
- 1864-1869: Michael Pedersen, gårdfæster (Venstre)
- 1869-1872: Theodor Zeilau, officer
- 1872-1873: Michael Petersen (igen)
- 1873-1876: J.J. Dahlkild, gårdfæster (Venstre)
- 1876-1890: Michael Petersen (igen)
- 1890-1901: Kristen Jensen-Højby, gårdejer (Venstre)
- 1901-1909: Hans Poul Pedersen, gårdfæster (Venstre)
- 1909-1913: Rasmus Christiansen, gårdejer (Højre)
- 1913-1918: Carl Nicolai Starcke, professor (Det radikale Venstre, siden Venstre)
- 1918-1924: Frederik Sporon-Fiedler, godsejer (Det konservative Folkeparti)

## Faaborg-Ærøkredsens folketingsmænd 1920-nu
Denne liste er ufuldstændig; hjælp gerne med at udfylde den.
- 1920-1924: Mads Pedersen Tange, gårdejer (Venstre)
- 1920-1924: Frederik Sporon-Fiedler, godsejer (Det konservative Folkeparti)
- 1924-1943: A.C.D. Petersen, proprietær (Det konservative Folkeparti)
- 1929-1940: Andreas Christian Duborg, godsejer
- 1940-1943: Kresten Damsgaard, konsulent
- 1947-?: Niels Eriksen, Kørbitzdal, gårdejer
- 1947-?: P. Jacobsen, gårdejer
- 1973-1977 og 1979-1990: Povl Brøndsted, lærer

## Folketingskandidater
| Liste | Parti                       | Kandidat | Bemærk                                                     |
| ----- | --------------------------- | --- | ---------------------------------------------------------- |
| A     | Socialdemokratiet           | Kim Aas |                                                            |
| B     | Radikale Venstre            | |                                                            |
| C     | Det Konservative Folkeparti | |                                                            |
| D     | Nye Borgerlige              | Gert Christensen |                                                            |
| F     | Socialistisk Folkeparti     | |                                                            |
| I     | Liberal Alliance            | |                                                            |
| O     | Dansk Folkeparti            | René Jørgensen |                                                            |
| V     | Venstre                     | Nikolaj Leed Henriksen |                                                            |
| Ø     | Enhedslisten                | Vibeke Syppli Enrum |                                                            |
| Å     | Alternativet                | Stine Bardeleben Helles, Fabian Munkholm Davidsen, Mikkel Holm-Pedersen, Tine Busk, Line Gessø Storm Hansen, Karl Bidstrup, Mette Rahbek | Er opstillet i samtlige opstillingskredse i Fyns Storkreds |